# Clifton Sunada
Clifton S. "Cliff" Sunada (ur. 18 maja 1971) – amerykański judoka. Olimpijczyk z Atlanty 1996, gdzie zajął trzynaste miejsce w wadze ekstralekkiej.
Uczestnik mistrzostw świata w 1993, 1995 i 1997. Startował w Pucharze Świata w latach 1995–1997. Wicemistrz igrzysk panamerykańskich w 1991. Trzeci na igrzyskach dobrej woli w 1994 roku.
Jego brat Clayton, również był judoką, medalistą mistrzostw panamerykańskich w 1992 roku.

## Letnie Igrzyska Olimpijskie 1996
| Konkurencja | Rundy eliminacyjne        | Repasaże              | Klas. końcowa |
| Konkurencja | Przeciwnik I              | Przeciwnik I          | Miejsce       |
| ----------- | ------------------------- | --------------------- | ------------- |
| 60 kg       | Richard Trautmann (GER) P | Natik Bagirov (BLR) P | 13.           |